# Плашево
Плашево (пол. Płaszewo) — село в Польщі, у гміні Кобильниця Слупського повіту Поморського воєводства.
Населення — 216 осіб (2011).
У 1975-1998 роках село належало до Слупського воєводства.

## Демографія
Демографічна структура станом на 31 березня 2011 року:
|          | Загалом | Допрацездатний вік | Працездатний вік | Постпрацездатний вік |
| -------- | ------- | ------------------ | ---------------- | -------------------- |
| Чоловіки | 123     | 31                 | 82               | 10                   |
| Жінки    | 93      | 19                 | 61               | 13                   |
| Разом    | 216     | 50                 | 143              | 23                   |